# Kohlberg (Baden-Württemberg)
Kohlberg é um município da Alemanha, no distrito de Esslingen, na região administrativa de Estugarda, estado de Baden-Württemberg.